# Miroslav Čopjak
Miroslav Čopjak (ur. 14 września 1963 w Klatovach, zm. 20 grudnia 2021) – czeski trener piłkarski.

## Życiorys
Podczas swojej kariery trenerskiej trenował kluby: Lukullus Świt Nowy Dwór Mazowiecki, Odra Opole, Fotbal Trzyniec, Zagłębie Sosnowiec, Naprzód Zawada, Ruch Wysokie Mazowieckie, Resovia Rzeszów, Odra Wodzisław Śląski i FK Bodva.
Dnia 16 maja 2003 roku, został trenerem Lukullusu Świt Nowy Dwór Mazowiecki, z którym po raz pierwszy w historii klubu awansował do ekstraklasy z 2. miejsca poprzez baraże ze Szczakowianką Jaworzno (zobacz: afera barażowa). Był nim do 2 listopada 2003 roku, gdyż został zwolniony po 10 meczach przez władze klubu z powodu słabych wyników. 26 maja 2005 roku, został mianowany trenerem Odry Opole, z którą w sezonie 2005/2006 zajął 2. miejsce w 3. grupie III ligi, a następnie awansował z nią do II ligi po barażach z Radomiakiem Radom. Z Odry Opole został zwolniony 19 listopada 2006 roku, po słabych wynikach w rundzie jesiennej.
Następnie bez większych sukcesów trenował m.in. Zagłębie Sosnowiec, Resovię Rzeszów, Odrę Wodzisław Śląski oraz zespoły w Czechach i Słowacji.
W lipcu 2021 został trenerem występującego w lidze okręgowej Piasta Cieszyn, który prowadził do swojej śmierci w grudniu 2021. Zmarł w wieku 58 lat, został pochowany 23 grudnia 2021 na cmentarzu w czeskiej Karwinie.

## Sukcesy szkoleniowe
- awans do ekstraklasy: 2004 z Lukullusem Świt Nowy Dwór Mazowiecki
- awans do II ligi: 2006 z Odrą Opole